# 61444 Katokimiko
61444 Katokimiko este un asteroid din centura principală de asteroizi.

## Descriere
61444 Katokimiko este un asteroid din centura principală de asteroizi. A fost descoperit pe 25 august 2000 la Bisei Spaceguard Center în cadrul programului BATTeRS. Asteroidul prezintă o orbită caracterizată de o semiaxă mare de 2,53 ua, o excentricitate de 0,25 și o înclinație de 5,7° în raport cu ecliptica.